# Christo’s Valley Curtain
Christo’s Valley Curtain ist ein Dokumentar-Kurzfilm von Albert Maysles und David Maysles aus dem Jahr 1974.

## Inhalt und Hintergrund

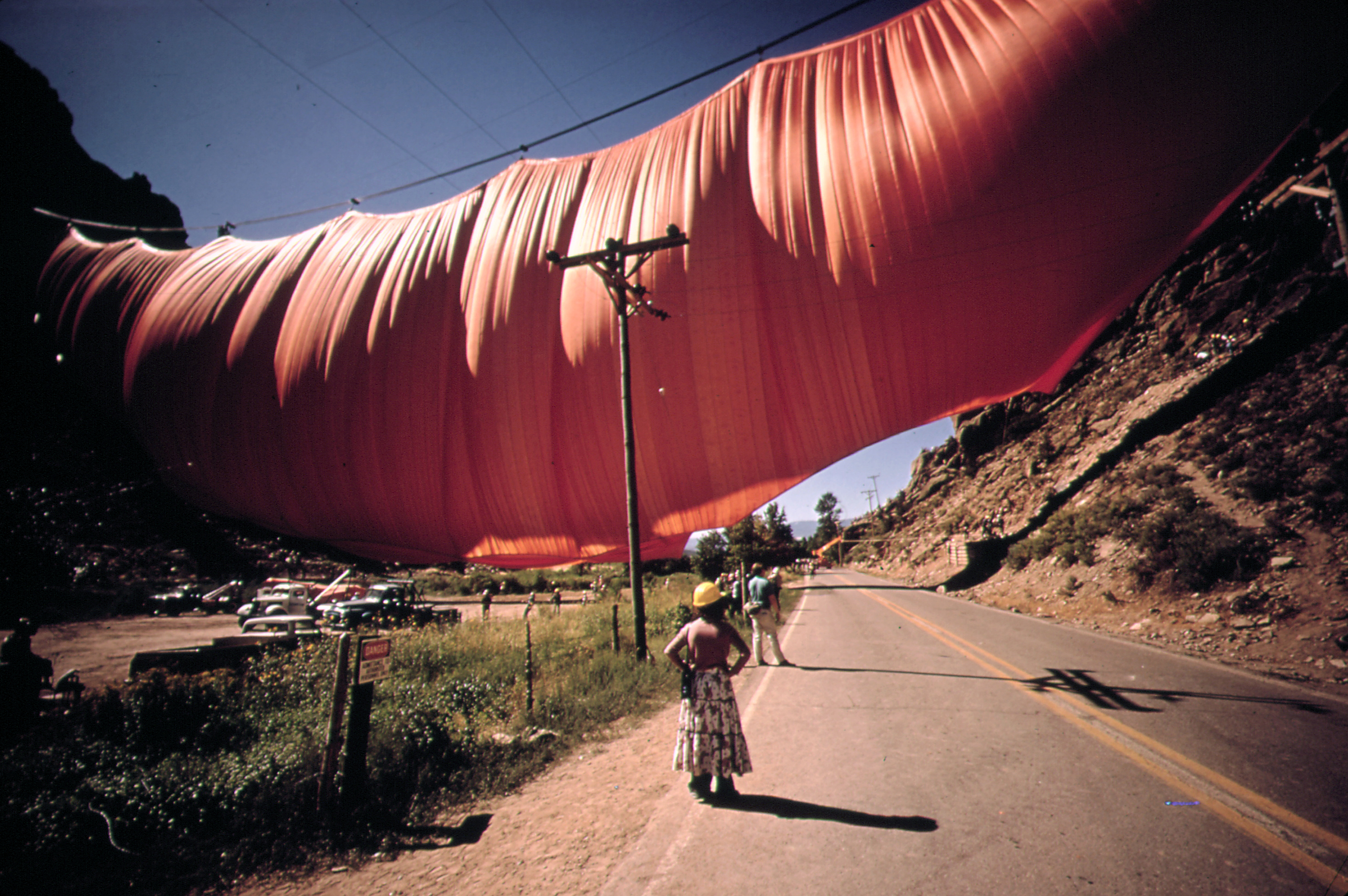
„Valley Curtain“

Der 28-minütige Dokumentarfilm zeigt die erste große öffentliche Arbeit von Christo und Jeanne-Claude. Das Projekt „Valley Curtain“ war ein heller Neon-oranger Vorhang, der im Rifle Gap, einem Tal in Colorado, zwischen zwei kleinen Bergen aufgespannt wurde. Es war eine vorübergehende und „öffentliche“ Ausstellung, mehr Performance-Kunst als eine echte „Artifact“-Skulptur. Der Film zeigte Christo bei ersten Entwürfen und Skizzen sowie bei Ortsterminen mit seinem Team, um die Seilaufhängungen und Gondeln für die Installation einzurichten.
Ende des Jahres 1970 begannen Christo und Jeanne-Claude mit den Vorbereitungen für das Projekt „Valley Curtain“. Dabei sollte ein Vorhang durch ein 400 m breites Tal der Rocky Mountains in Colorado gespannt werden. Der Vorhang erreichte eine Höhe von bis zu 111 Metern. Es gab einige Probleme mit der Beschaffung der Genehmigung für das Projekt, mit Umweltschützern und der Finanzierung des geplanten Budgets von 230.000 Dollar. Das 18.600 m² große orangefarbene Nylongewebe sollte an einem Stahlseil aufgehängt werden, das mit Hilfe von Betonfundamenten an den Hängen verankert werden sollte. Am 10. Oktober 1971 konnte der orange gefärbte Vorhang aufgehängt werden. Doch der Versuch misslang, da der Vorhang von Wind und Felsen zerfetzt wurde (der deutsche Fotograf Wolfgang Volz hatte gerade noch ein Bild machen können). Das Künstlerpaar entschloss sich, einen neuen Vorhang herstellen zu lassen und es nochmals zu versuchen. Am 10. August 1972 gelang dann der zweite Versuch, den Vorhang zu installieren, doch nur 28 Stunden später musste er aufgrund eines Sturms, der sich mit einer Geschwindigkeit von 100 km/h näherte, wieder abgebaut werden.
Albert Maysles und David Maysles inszenierten den Film mit ihrer eigenen Filmproduktionsgesellschaft A Maysles Films, Inc. Production. Der Film erschien erstmals am 10. März 1974 in den New York City sowie ein knappes halbes Jahr später im Oktober 1974 auf dem Chicago International Film Festival. Als assistant editor wirkte Susan Froemke mit, die später selbst als Filmproduzentin und Dokumentarfilmerin tätig war.

## Auszeichnungen
Albert Maysles und David Maysles wurden für den Film bei der Oscarverleihung 1974 für den Oscar für den besten Dokumentar-Kurzfilm nominiert.